# Immigration en Argentine

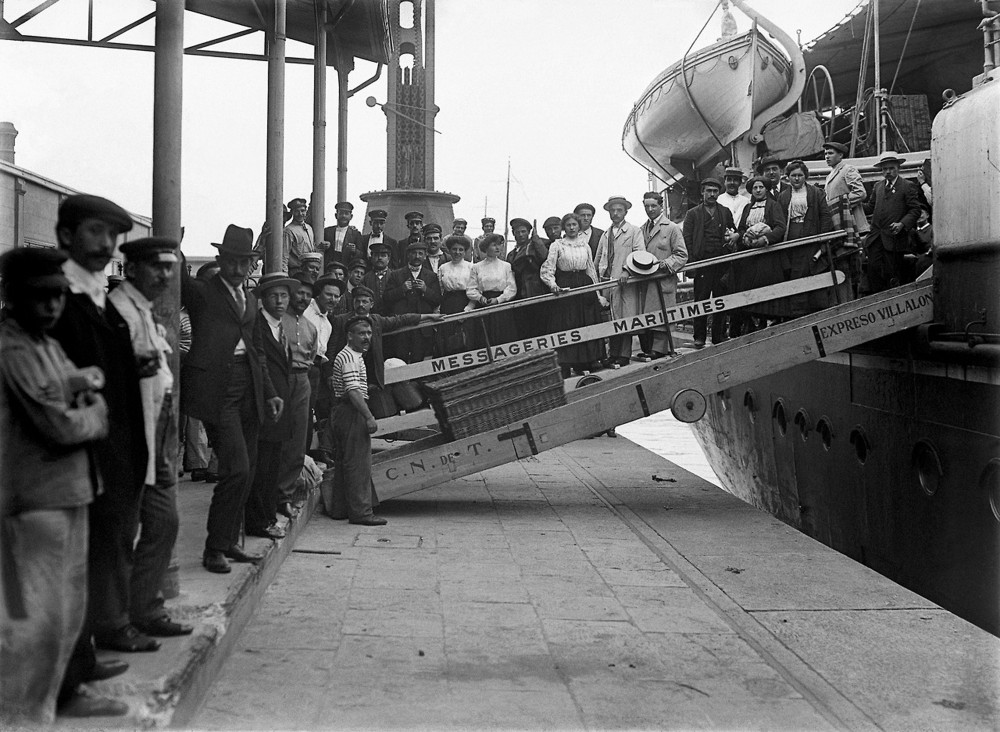
Immigration en Argentine

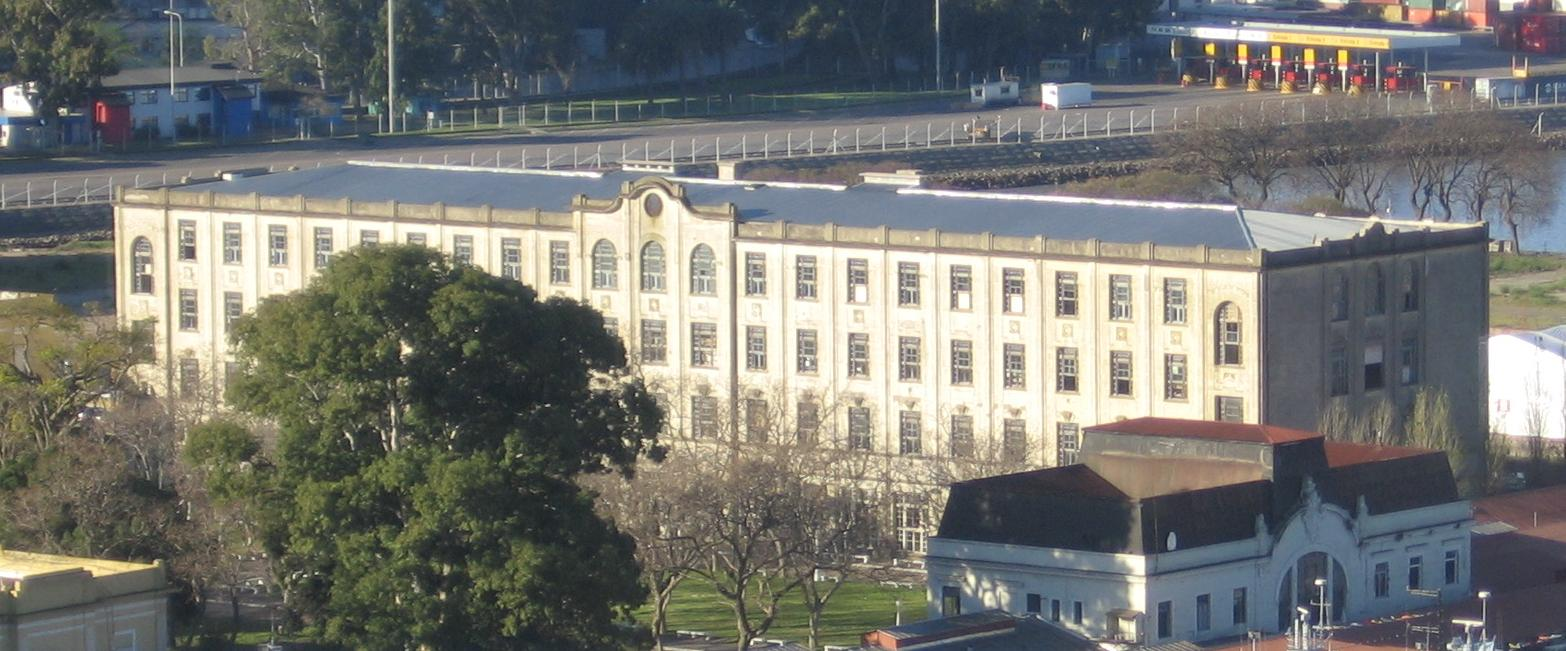
L'Hôtel des Immigrants à Buenos Aires.

Lʼimmigration en Argentine est un phénomène démographique qui encadre l'histoire du pays. Les mouvements migratoires ont commencé depuis plusieurs millénaires a.C.n., avec l'arrivée des cultures asiatiques en Amérique par la Béringie, selon les théories les plus acceptées, et ont été lentement peupler le continent. À l'arrivée des Espagnols, les habitants du territoire argentin actuel étaient environ 300 000 personnes, appartenant à de nombreuses civilisations, les cultures et les tribus. Après la conquête espagnole, les immigrants sur le territoire argentin sont venus de partout dans le monde.
Sur ce substrat, le territoire argentin a connu différents flux migratoires :
- La colonisation espagnole entre le XVIe siècle et le XVIIIe siècle, composée principalement d'hommes[2], largement assimilé avec les indigènes dans un processus de métissage, mais pas tout le territoire actuel a été effectivement colonisé par les Espagnols. La région du Chaco en Argentine, Patagonie orientale, l'actuelle province de La Pampa, au sud de Córdoba et la plupart des provinces de Buenos Aires, Mendoza et San Luis est resté sous le domaine d'autochtones — Guaycurúes et Wichis dans la région du Chaco; Huarpes dans Cuyo et au nord de la province de Neuquén; Ranqueles à l'est de Cuyo et au nord des Pampas; Tehuelches dans les Pampas et la Patagonie, et les Onas et Yámanas dans l'archipel de la Terre de Feu— qui ont été l'acquisition étrangère de douane à leur culture (partiellement mapuche), d'abord à l'est de la Cordillère des Andes, mixogenizando à pehuenches milieu du XVIIIe siècle et jusqu'en 1830 avec les collectivités autochtones Pampa et nord de la Patagonie, est conquis par le gouvernement argentin après l'indépendance.

- L'introduction forcée des esclaves africains pour travailler dans la colonie entre le XVIIe siècle et le XIXe siècle en vrac et surtout d'origine angolaise.

- L'immigration européenne (en particulier de l'Italie[3] et de l'Espagne) qui a été favorisée par la Constitution de 1853 de l'Argentine sous la base du alberdiano précepte, gouverner, c'est peupler, destiné à générer du tissu social rural et à l'occupation des territoires Pampa à la seconde campagne militaire nommé Julio A. Roca conquête désert étaient sous biais de contrôle et Pehuenches mapuche et araucanizados ranqueles, ceux qui ont une contribution génétique européenne, le résultat de l'abondance des raids ultérieurs de leur captivité.

## Tableaux de données

### Les 20 plus grandes communautés d'immigrés selon le recensement de 2010
| Rang  | Pays d'origine         | 2010      | 2001      | 1991      |
| ----- | ---------------------- | --------- | --------- | --------- |
| 1     | Paraguay               | 550 713   | 325 046   | 254 115   |
| 2     | Bolivie                | 345 272   | 233 464   | 145 670   |
| 3     | Chili                  | 191 147   | 212 429   | 247 987   |
| 4     | Pérou                  | 157 514   | 88 260    | 15 939    |
| 5     | Italie                 | 147 499   | 216 718   | 356 923   |
| 6     | Uruguay                | 116 592   | 117 564   | 135 406   |
| 7     | Espagne                | 94 030    | 134 417   | 244 212   |
| 8     | Brésil                 | 41 330    | 34 712    | 33 966    |
| 9     | États-Unis             | 19 147    | 10 552    | 9 755     |
| 10    | Colombie               | 17 576    | 3 876     | 2 638     |
| 11    | Chine                  | 8 929     | 4 184     | 2 297     |
| 12    | Allemagne              | 8 416     | 10 362    | 15 451    |
| 13    | Corée du Sud           | 7 321     | 8 290     | 8 371     |
| 14    | France                 | 6 995     | 6 578     | 6 309     |
| 15    | Portugal               | 6 785     | 9 340     | 13 229    |
| 16    | Pologne                | 6 428     | 13 703    | 28 811    |
| 17    | Venezuela              | 6 379     | 2 774     | 1 934     |
| 18    | Mexique                | 6 042     | 3 323     | 2 277     |
| 19    | République dominicaine | 5 661     | 1 497     | N/D       |
| 20    | Ukraine                | 4 830     | 8 290     | 3 498     |
|       | D'autres pays          | 57 351    | 86 561    | 99 422    |
| TOTAL | TOTAL                  | 1 805 957 | 1 531 940 | 1 628 210 |

### Origine des immigrants jusqu'en 1940
| Immigration par nationalité (1857-1940) | Immigration par nationalité (1857-1940) | Immigration par nationalité (1857-1940) |
| Nationalité                             | Montant (en milliers)                   | Pourcentage du total                    |
| --------------------------------------- | --------------------------------------- | --------------------------------------- |
| Italie                                  | 2 970                                   | 44,9 %                                  |
| Espagne                                 | 2 080                                   | 31,5 %                                  |
| France                                  | 239                                     | 3,6 %                                   |
| Pologne                                 | 180                                     | 2,7 %                                   |
| Russie                                  | 177                                     | 2,7 %                                   |
| Turquie                                 | 174                                     | 2,6 %                                   |
| Allemagne                               | 152                                     | 2,3 %                                   |
| Empire austro-hongrois                  | 111                                     | 1,7 %                                   |
| Royaume-Uni                             | 75                                      | 1,1 %                                   |
| Portugal                                | 65                                      | 1,0 %                                   |
| Yougoslavie                             | 48                                      | 0,7 %                                   |
| Suisse                                  | 44                                      | 0,7 %                                   |
| Belgique                                | 26                                      | 0,4 %                                   |
| Danemark                                | 18                                      | 0,3 %                                   |
| États-Unis                              | 12                                      | 0,2 %                                   |
| Pays-Bas                                | 10                                      | 0,2 %                                   |
| Suède                                   | 7                                       | 0,1 %                                   |
| D'autres nationalités                   | 223                                     | 3,4 %                                   |
| Total                                   | 6 611                                   |                                         |

Source : Dirección Nacional de Migraciones, 1970 (français : Direction nationale de la migration)